# Rübelisbach
Der Rübelisbach, auch Rubelisbach genannt, ist ein orographisch linker Nebenfluss der Ablach und, über diese, ein Nebenfluss der Donau.
Der Bach wird von zwei Quellen auf der Gemarkung von Boll, einem Ortsteil der Gemeinde Sauldorf, gespeist. Eine Quelle liegt östlich der Riedhöfe, die andere östlich des Hudelhofs. Beide Quellbäche vereinigen sich westlich des Kohllöffelhofs und der Rübelisbach fließt östlich von diesem als Grenzbach zwischen der Gemarkung der Gemeinde Sauldorf (Landkreis Sigmaringen) und der Gemeinde Mühlingen (Landkreis Konstanz), um dann auf der Gemarkung von Sauldorf in die Ablach zu münden.
Die Teile des Talzuges des Rübelisbaches vom Kohllöffelhof im Westen bis zum Weißen Stein im Osten mit den Gewannen „Unteräcker“, „Astwies“, „Hardwies“ und „Chordawiese“ sind Teil des Naturschutzgebiets „Schwackenreuter Baggerseen-Rübelisbach“.

## Flora und Fauna
Das durch die Gemeinde Sauldorf verpachtete Fischgewässer „Ablach mit Rübelisbach“ beheimatet im Rübelisbach noch eine kleine Population der Kleinen Flussmuschel (Unio crassus). Die steht als streng geschützte Tierart, weil fast ausgestorben, unter dem Bundesartenschutzgesetz und damit auch der FFH-Richtlinie (Fauna-Flora-Habitat) der Europäischen Union. Die Muschel ist in ganz Baden-Württemberg nur noch an etwa 20 Standorten zu finden.

## Quelle
- Landesvermessungsamt Baden-Württemberg (Hrsg.): Freizeitkarten Baden-Württemberg – Sigmaringen Tuttlingen. 1:50.000 (= Freizeitkarte 526), 2. Aufl., 2008, ISBN 978-3-89021-619-5.
- Landesamt für Geoinformation und Landesentwicklung Baden-Württemberg (Hrsg.): Freizeitkarten Baden-Württemberg – Westlicher Bodensee Konstanz Stockach. 1:50.000 (= Freizeitkarte F511), 3. Aufl., 2010, ISBN 978-3-89021-604-1.